# Генрих Реффле фон Рихтенберг
Генрих Реффле фон Рихтенберг (нем. Heinrich Reffle von Richtenberg; около 1415, Швабия — 20 февраля 1477, Кёнигсберг) — 33-й великий магистр Тевтонского ордена с 1470 по 1477 год.

## Биография
Происходил из рода швабских министериалов. В 1446 году Генрих Реффле фон Рихтенберг стал компаном (помощником) комтура Остроды. В 1448 году был компаном (помощником) великого магистра Тевтонского ордена Конрада фон Эрлихсхаузена (1441—1449). После завершения Тринадцатилетней войны между Тевтонским орденом и Польшей Генрих Реффле фон Рихтенберг получил около 1467 года должность великого комтура.
В январе 1470 году после смерти великого магистра Генриха Рёйсса фон Плауэна (1469—1470) Генрих Реффле фон Рихтенберг стал наместником Тевтонского ордена. Генеральный орденский капитул не спешил с официальным утверждением Генриха Реффле фон Рихтенберга в должности великого магистра. После ультиматума польского короля Казимира IV Ягеллончика Генрих Реффле фон Рихтенберг был единогласно избран новым великим магистром Тевтонского ордена. 20 ноября 1470 года на коронном сейме в Пётркуве-Трыбунальском великий магистр Генрих Реффле фон Рихтенберг принёс вассальную присягу на верность польскому королю и великому князю литовскому Казимиру IV Ягеллону. После принесения ленной присяги польской короне Генрих Реффле фон Рихтенберг вернулся в Пруссию.
В правление великого магистра Генриха Реффле фон Рихтенберга начался конфликт между Польским королевством и Тевтонским орденом из-за избрания князя-епископа Вармии (с нем. — «Эрмланда»). Ещё в июле 1467 году скончался князь-епископ Вармии Пауль фон Легендорф (1458—1467). На вакантную должность стали претендовать Николай фон Тунген и Винцент Келбаса. Польский король Казимир IV Ягеллончик предложил кандидатуру хелминского епископа Винцента Келбасы (1457—1479). Однако вармийский капитул в августе 1467 года избрал новым епископом Вармии немца Николая фон Тунгена (1467—1489), отвергнув кандидата польского короля. Польский король Казимир Ягеллончик отказался утвердить в сане нового вармийского епископа, что в будущем привело к войне. В 1468 году папа римский Павел II утвердил Николая фон Тунгена в сане епископа варминского.
В 1472 году великий магистр Тевтонского ордена Генрих Реффле фон Рихтенберг, стремясь избавиться от вассальной зависимости от Польского королевства, заключил союз с венгерским королём Матьяшем Хуньяди (1458—1490), принеся ему ленную присягу на верность и передав под опеку орденские владения.
В мае 1472 году Николай фон Тунген, пользуясь поддержкой папы римского и венгерского короля Матьяша I, занял большую часть Вармийского епископства вместе с Браунсбергом. В ноябре 1476 года великий магистр Тевтонского ордена Генрих Реффле фон Рихтенберг отказался оказать военную помощь Польше против вармийского епископа Николая фон Тунгена и вступил с ним в союз против Польского королевства. В феврале 1477 года Тевтонский орден перешёл под протекторат венгерского короля Матьяша Хуньяди.
20 февраля 1477 года великий магистр Тевтонского ордена Генрих Реффле фон Рихтенберг скончался в Кёнигсберге. Был похоронен в Кёнигсбергском кафедральном соборе.